# Yang Hong-seok
Dans ce nom coréen, le nom de famille, Yang, précède le nom personnel.
Yang Hong-seok (coréen : 양홍석; né le 17 avril 1994), dit Hongseok (coréen : 홍석), est un chanteur sud-coréen. Il est membre du boy group Pentagon,.

## Carrière

### 2014-présent:Mix & Match,Pentagon Makeret début dans Pentagon
En 2014, il fait sa première apparition télévisée dans le programme de la chaîne Mnet, Mix & Match sous YG Entertainment,. L’émission formera iKON mais il ne fera pas partie des membres du groupe. Il quitte YG Entertainment en mars 2015 et rejoint Cube Entertainment en juillet 2015.
En 2016, il participe au programme de Cube Entertainment, Pentagon Maker,,, qui lui permet de débuter dans Pentagon le 10 octobre 2016,.

## Filmographie

### Emissions de variétés
| Année        | Chaîne        | Titre                                | Note(s)                 | Réf.   |
| ------------ | ------------- | ------------------------------------ | ----------------------- | ------ |
| 2014         | Mnet          | Mix & Match                          | Participant             |        |
| 2016         | Mnet          | Pentagon Maker                       | Participant             |        |
| 2016-présent | Naver V App   | Pentagon's Textbook                  | Avec Pentagon           |        |
| 2016-2017    | (MBC (HeyoTV) | Pentagon's Private Life              | Avec Pentagon           |        |
| 2017         | Naver V App   | Pentagon's To Do List                | Avec Pentagon           |        |
| 2017         | Naver V App   | Pentagon's TNL (Thursday Night Live) | Avec Pentagon           |        |
| 2017-présent | YouTube       | Pentory                              | Avec Pentagon           |        |
| 2018-présent | YouTube       | Just Do It Yo!                       | Avec Pentagon           |        |
| 2019         | KBS2          | Battle Trip                          | Episodes 143–144        | [ 15 ] |
| 2019         | SBS           | Law of the Jungle in Myanmar         | Membre du casting       | [ 16 ] |
| 2019         | MBC           | King of Mask Singer                  | Concurrent, épisode 217 | [ 17 ] |

### Films
| Année | Titre                | Rôle        |
| ----- | -------------------- | ----------- |
| 2017  | The Love that's Left | Kim Woo-joo |

### Séries télévisées
| Année | Chaîne        | Titre                  | Rôle       |
| ----- | ------------- | ---------------------- | ---------- |
| 2019  | MBN et Dramax | The Best Fried Chicken | Bae Ki-bum |

### Dramas web
| Année | Chaîne          | Titre                              | Rôle        | Notes       | Réf.   |
| ----- | --------------- | ---------------------------------- | ----------- | ----------- | ------ |
| 2019  | Naver Tv, Vlive | On The Campus                      | Hee-yeol    | 5 épisodes  |        |
| 2019  | Naver Tv, Vlive | Anniversary Anyway (어쨌든 기념일) | Hong Woojae | 14 épisodes | [ 20 ] |